# Os Últimos Heróis
Os Últimos Heróis, lanzado en algunos países como Menudo: Colección Internacional — Edición Brasil, es el vigésimo noveno álbum de estudio de la banda de chicos puertorriqueña Menudo, publicado en 1990 bajo el sello RCA. Este álbum es el cuarto en incluir canciones en portugués. Como mencionó uno de los integrantes en una entrevista, el proyecto: "es un álbum en portugués hecho con mucho cuidado, recopilando los éxitos del grupo con 10 canciones de sus últimos cuatro discos".
En ese momento, el grupo estaba conformado por Sergio Gonzalez, Rubén Gómez, Robert Avellanet, Rawy Torres y el nuevo integrante César Abreu, quien reemplazó a Angelo García. César abandonó el grupo poco después, dando paso a Adrián Olivares, quien viajó a Brasil para promocionar el álbum en programas de televisión.

## Producción y grabación
La producción y grabación del álbum de Menudo involucró a un equipo diverso. Los arreglos musicales fueron creados por Willie Croes, Pedro Gely, y George y Michael Atwell. La producción estuvo a cargo de Beresford Finance and Trade, con dirección artística de Edgardo Díaz, creador del grupo. El álbum se grabó en Audio America Studios en Orlando, Florida, y se mezcló en Telearte bajo la supervisión del ingeniero de sonido Juan Carlos Socorro.
La producción también contó con la asistencia de Luis Bascaran, fotografía de Jesús Gutiérrez, estilismo de José Luis Vega, diseño gráfico de Yrene Soler, y peluquería y maquillaje de Vidal Hair.

## Repertorio
La lista de canciones incluye diez versiones en portugués (once en la reedición en LP) adaptadas por Luciana Souza de temas originalmente grabados por Menudo en español e inglés. Estos temas provienen de cuatro álbumes previos lanzados entre 1987 y 1989: Somos los hijos del rock (1987), Sons of Rock (1988), Sombras y figuras (1988) y Los últimos héroes (1989). Ninguno de estos álbumes se lanzó en Brasil, habiéndose distribuido por sellos locales menores en Latinoamérica tras el fin del contrato del grupo con RCA Records.
Del álbum de 1987 Somos los hijos del rock, se incluyeron las canciones "Cuando seas grande" ("Quando For Grande"), "Mi sombra en la pared" ("Minha Sombra na Parede") y "Estamos en acción" ("Estamos em Ação"). Del álbum en inglés de 1988 Sons of Rock, solo se adaptó el tema homónimo, convirtiéndose en "Força do Rock". De Sombras y figuras (1988), las versiones incluyen "Niña Luna" ("Minha Lua, Minha Luz"), "Serenata Rock and Roll" ("Serenata Rock and Roll") y "Dulces dieciséis" ("Doces dezesseis"). Finalmente, del álbum Los Últimos Héroes (también de 1988), se incluyeron las versiones de "Giro" ("Rodo, Giro"), "Ahora sé" ("Agora Eu Sei"), "Por primera vez" ("A Primeira Vez") y el tema homónimo "Los últimos héroes" ("Os Últimos Heróis").

## Promoción
El álbum se lanzó mientras el grupo aún promocionaba canciones de Los últimos héroes durante su gira de 1990, que visitó varios países como México, Venezuela, República Dominicana y Argentina. La segunda parte de la gira estaba programada para mayo de ese año. El 7 de mayo de 1990, el periódico La Opinión publicó una entrevista con los integrantes, donde César mencionó que, aunque no había participado en la grabación del disco, lo promocionaba como si lo hubiera hecho. En la misma entrevista, el cantante afirmó que el quinteto comenzaría a grabar un nuevo álbum a finales de ese año.
Tres años después de su última visita a Brasil, el grupo regresó para promocionar su nuevo trabajo en programas de televisión. El 29 de septiembre de 1990, el noticiero Jornal da Manchete anunció su llegada en un reportaje que incluía una entrevista con los miembros. Hablaron sobre su estilo musical y cambios de vestuario, ahora con una influencia roquera más marcada. También expresaron su esperanza de vender al menos 500.000 copias del nuevo LP en Brasil —la mitad de lo que solían vender en su auge en el país—.
En el SBT, los artistas aparecieron en varios programas presentados por Gugu Liberato. En Passa ou Repassa, Adrián sincronizó labios la parte de César en "Rodo Giro", ya que este había dejado el grupo. En Corrida Maluca, interpretaron "Os Últimos Heróis". Hicieron dos apariciones en Viva a Noite, interpretando "Os Últimos Heróis" en la primera y "Quando for Grande" en la segunda. También estuvieron en Qual É a Música?, donde fueron entrevistados por Silvio Santos y repitieron ambas canciones. En Mariane, presentado por Mariane Dombrova, interpretaron "Os Últimos Heróis". En Show Maravilha, cantaron "Quando for Grande".
En TV Globo, se presentaron en Domingão do Faustão, donde ofrecieron una versión roquera de su clásico "Não se Reprima", entre otras canciones. Aparecieron dos veces en Xou da Xuxa, interpretando "Os Últimos Heróis" en ambas ocasiones. Durante la segunda aparición, le explicaron a Xuxa que esta visita era exclusiva para promociones televisivas, pero que volverían en diciembre para una gira de conciertos.
Su aparición en TV Gazeta en São Paulo causó conmoción. Estudiantes protestantes chocaron con la seguridad, y algunos arrancaron y quemaron la pancarta del autobús de la banda, casi provocando un incendio. En la emisora, aparecieron en Mulheres, presentado por Ione Borges, interpretando ambos sencillos. En Record, se presentaron en Programa Paulo Barboza. En Band, estuvieron en Almoço com Zaccaro y Clube do Bolinha, repitiendo su repertorio.

## Lista de canciones
- Créditos adaptados de los LP de 1990 Os Últimos Heróis and Menudo: Colección Internacional — Edición Brasil.[5][26]

Todas las canciones adaptadas al portugués por Luciana Souza..

### Primera versión (con César)
| N.º | Título                   | Escritor(es)                                             | Duración |  |
| 1.  | «Quando For Grande»      | Miguel Mateos                                            | 4:23     |  |
| 2.  | «Minha Lua, Minha Luz»   | Fernando Riba / Kiko Campos                              | 3:52     |  |
| 3.  | «Rodo, Giro»             | Juan Carlos Perez Soto                                   | 4:37     |  |
| 4.  | «Agora Eu Sei»           | Fernando Osorio                                          | 3:11     |  |
| 5.  | «Os Últimos Heróis»      | Carlos Lara                                              | 3:19     |  |
| 6.  | «Minha Sombra Na Parede» | Miguel Mateos                                            | 4:30     |  |
| 7.  | «A Primeira Vez»         | Fernando Osorio                                          | 3:10     |  |
| 8.  | «Estamos Em Ação»        | Fernando Martín Lupano / Norberto Topini / Patricia Sosa | 3:27     |  |
| 9.  | «Doces Dezesseis»        | Miguel Mateos                                            | 3:48     |  |
| 10. | «A Força do Rock»        | Marc Anthony                                             | 3:40     |  |

### Segunda versión (con Adrián)
| N.º | Título                   | Escritor(es)                                             | Duración |  |
| 1.  | «Quando For Grande»      | Miguel Mateos                                            | 4:23     |  |
| 2.  | «Minha Lua, Minha Luz»   | Fernando Riba / Kiko Campos                              | 3:52     |  |
| 3.  | «Rodo, Giro»             | Juan Carlos Perez Soto                                   | 4:37     |  |
| 4.  | «Agora Eu Sei»           | Fernando Osorio                                          | 3:11     |  |
| 5.  | «Os Últimos Heróis»      | Carlos Lara                                              | 3:19     |  |
| 6.  | «Minha Sombra Na Parede» | Miguel Mateos                                            | 4:30     |  |
| 7.  | «A Primeira Vez»         | Fernando Osorio                                          | 3:10     |  |
| 8.  | «Estamos Em Ação»        | Fernando Martín Lupano / Norberto Topini / Patricia Sosa | 3:27     |  |
| 9.  | «Doces Dezesseis»        | Miguel Mateos                                            | 3:48     |  |
| 10. | «A Força do Rock»        | Marc Anthony                                             | 3:40     |  |
| 11. | «Serenata Rock And Roll» | Pedro Gely                                               | 3:17     |  |